# Джеси Лингард
Джеси Елис Лингард (на английски: Jesse Lingard) е английски професионален футболист, който играе като атакуващ полузащитник или крило за Сеул. Лингард прави своя дебют, докато е бил отдаван под наем в Лестър Сити през 2012 г. През сезон 2013-2014 прекарва в Бирнингам Сити, през 2014 г. в Брайтън & Хоув Албиън, в Дарби Каунти през 2015 г. и в Уест Хям Юнайтед през 2021 г.

## Биография
Лингард е роден на 15 декември 1992 г. във Варингтън, Чешир, и е присъствал на гимназията на Уилям Биймонт. Той се присъединява към младежката академия на Манчестър Юнайтед на седемгодишна възраст и напредва през възрастовите групи. Той е бил част от отбора на Манчестър Юнайтед, който спечели Купата на футболната асоциация 2010-2011, преди да подпише професионален договор през лятото на 2011 година.
Лингард за пръв път е включен в стартовия мач на 30 ноември 2011 г. в четвъртфиналите на Купа на Футболната лига (Англия) срещу Кристъл Палас в Олд Трафорд, остава неизползван, след като отборът на сър Алекс Фъргюсън губи с 2-1 след допълнително време. Той има единственото си повикване от сезона на 4 януари 2012 г., отново неизползван с 3-0 загуба от Висшата лига от Нюкасъл Юнайтед.